# Парамонов (Советский район)
Парамо́нов — хутор в Советском районе Ростовской области.
Входит в состав Советского сельского поселения.

## Население
| 2010 |
| ---- |
| 209  |

## Улицы
- ул. Весенняя,
- ул. Заречная,
- ул. Молодёжная,
- ул. Школьная.